# Giv'at Chamud
Giv'at Chamud (hebrejsky: גבעת חמוד) je vrch o nadmořské výšce 150 metrů v severním Izraeli, v Dolní Galileji.
Leží na severním okraji náhorní planiny Ramot Jisachar, cca 16 kilometrů východně od města Afula a cca 1,5 kilometru jihovýchodně od vesnice Gazit. Má podobu plochého návrší, jehož vrcholová partie je zemědělsky využívána. Od vlastní náhorní planiny Ramot Jisachar je vrch oddělen na jižní a jihovýchodní straně rychle se zařezávajícím údolím vádí Nachal Chamud. Na severní straně klesá terén do hlubokého údolí při toku Nachal Tavor.